# 戰國無雙2
《戰國無雙2》是由Omega Force開發，光榮發行的動作遊戲，最先的PS2版於2006年2月24日發售。有別於1代為了顯示群雄割據於色彩表現上使用混沌的黑色，2代則以安土桃山時代轉移至江戶時代初期為印象，於色彩表現上使用豪華閃亮的金色。以關原之戰為劇情主軸，德川家康與石田三成在這代中扮演相當重要的角色。

## 新增角色
| 人物名稱     | 聲優       | 備註                                     |
| 德川家康     | 中田讓治   | 1代為不可使用角色                        |
| 石田三成     | 竹本英史   |                                          |
| 淺井長政     | 神谷浩史   | 1代為不可使用角色                        |
| 島左近       | 山田真一   |                                          |
| 島津義弘     | 江川央生   |                                          |
| 立花誾千代   | 進藤尚美   |                                          |
| 直江兼續     | 高塚正也   |                                          |
| 寧寧         | 山崎和佳奈 |                                          |
| 風魔小太郎   | 檜山修之   |                                          |
| 宮本武藏     | 金子英彥   |                                          |
| 前田利家     | 小西克幸   | 2代猛將傳新增角色                        |
| 長宗我部元親 | 置鮎龍太郎 | 2代猛將傳新增角色                        |
| 加西亞       | 鹿野潤     | 2代猛將傳新增角色                        |
| 佐佐木小次郎 | 上田祐司   | 2代為不可使用角色，2代Empires改為可使用  |
| 柴田勝家     | 竹本英史   | 2代為不可使用角色，2代Empires改為可使用  |
| 今川義元     | 河內孝博   | 2代與2代Empires未登場，2代猛將傳重新上陣 |

## 移除角色
- 石川五右衛門
- 女忍者
- 本願寺顯如

## 聲優更換
- 豐臣秀吉 (CV：戶北宗寬→石川英郎)
- 淺井長政 (CV：笹田貴之→神谷浩史)

## CG影片中重要NPC
| 人物名稱 | 登場故事                                 |
| 本多正信 | 伊達政宗之章                             |
| 酒井忠次 | 服部半藏之章、德川家康之章、本多忠勝之章 |
| 福島正則 | 豐臣秀吉之章、石田三成之章、寧寧之章     |
| 加藤清正 | 豐臣秀吉之章、石田三成之章、寧寧之章     |
| 筒井順慶 | 島左近之章                               |
| 島津豐久 | 島津義弘之章、立花誾千代之章             |

## 戰國無雙2：Empires
擁有四個劇本（1561年川中島、1570年姊川、1582年本能寺、1600年關原）和1561年的六個地方區域（東北地區、關東地區、中部地區、近畿地區、中国四國二地區、九州島地區），其中後者有前者所沒有的區域。

## 主要作品
- 戰國無雙2（PS2）2006年2月24日發售；(XBOX360)2006年8月17日發售；(PC)2008年6月26日發售。
- 戰國無雙2 Empires（PS2）2006年11月16日發售。
- 戰國無雙2 猛將傳（PS2）2007年8月23日發售；(XBOX360)2008年3月19日發售。

## 延伸作品
- 戰國無雙 KATANA（Wii）2007年9月20日發售。
- 無雙OROCHI系列。

## 相關注释
1. 1 2 3  . GameFAQs.com.   [2008-02-27]. （原始内容存档于2010-04-27）.
2. ↑  . Amazon.co.jp.   [2008-02-14] （日语）.
3. ↑  . 兔友网. 2008年4月30日  [2009年8月6日]. （原始内容存档于2008年5月3日） （中文（中国大陆））.
4. ↑  . 巴哈姆特数据库. 2008年4月30日  [2009年8月6日]. （原始内容存档于2019年6月20日） （中文（臺灣））.

## 外部連結
- 戰國無雙2日文官方網站 （页面存档备份，存于）
- 戰國無雙2繁體中文官方網站
- 戰國無雙2Empires日文官方網站 （页面存档备份，存于）
- 戰國無雙2Empires繁體中文官方網站 （页面存档备份，存于）
- 戰國無雙2猛將傳日文官方網站 （页面存档备份，存于）
- 戰國無雙2猛將傳繁體中文官方網站 （页面存档备份，存于）